# 昂朗格莱
昂朗格莱（法語：Hem-Lenglet）是法国北部-加来海峡大区诺尔省的一个市镇，属于康布雷区西康布雷县。该市镇2009年时的人口为565人。

## 人口
昂朗格莱人口变化图示
| 数据来源：INSEE |